# Ibrahim Touré (futbolista nacido en 1985)
Ibrahim Oyala Touré (Bouaké, 27 de septiembre de 1985-Mánchester, 19 de junio de 2014), fue un futbolista marfileño que jugaba de defensa. Su último equipo fue el Misr El-Makasa de la Primera División de Egipto. Sus hermanos Kolo Touré y Yaya Touré también se desempeñan como futbolistas.
Falleció el 19 de junio de 2014 en Mánchester a los 28 años de edad debido a un cáncer. Pese a estar recibiendo quimioterapia no logró superar la enfermedad.

## Clubes
| Club                           | País            | Año       |
| ------------------------------ | --------------- | --------- |
| ASEC Mimosas                   | Costa de Marfil | 2002-2003 |
| Metalurh Donetsk               | Ucrania         | 2003-2006 |
| OGC Niza                       | Francia         | 2006-2007 |
| Al-Ittihad Aleppo              | Siria           | 2009-2010 |
| Misr Lel Makasa                | Egipto          | 2010-2013 |
| Telephonat Beni Sweif (Cesión) | Egipto          | 2012      |
| Al-Nasr Benghazi (Cesión)      | Libia           | 2013      |
| Safa Beirut SC                 | Líbano          | 2013-2014 |